# Engel im Schnee
Engel im Schnee (Originaltitel: Snow Angels) ist ein US-amerikanisches Filmdrama von David Gordon Green mit Kate Beckinsale und Sam Rockwell in den Hauptrollen. Der Film basiert auf dem gleichnamigen Roman von Stewart O’Nan. In Deutschland erschien der Film am 24. Oktober 2008 lediglich auf DVD.

## Handlung
Annie Marchand muss sich und ihrer Tochter ein neues Leben aufbauen, nachdem sie sich von ihrem Mann Glenn getrennt hat. Sie ist von der Situation völlig überfordert, selbst Kleinigkeiten reichen aus, dass sie ihre Tochter Tara schlägt. Ausgerechnet durch eine Affäre mit Nate, dem Mann ihrer besten Freundin und Arbeitskollegin, erhofft sie sich eine neue Liebe.
Glenn hat mittlerweile einen Selbstmordversuch hinter sich und lebt nun als bibeltreuer Christ bei seinen Eltern. Seinem Frust begegnet er mit Alkohol. Als er endlich wieder einen Job findet, glaubt er, seine Beziehung doch noch retten zu können.
Der 15-jährige Arthur Parkinson, dessen Eltern sich ebenfalls trennen, ist in seine Mitschülerin Lila verliebt. Sie ist wie er Außenseiterin, und die beiden verlieben sich sofort ineinander. Lila zeigt ihre Gefühle für Arthur sehr direkt, doch Arthur zögert, weil er miterlebt, wie es seinen Eltern ergeht. Schließlich lässt er sich auf Lila ein.
Als Annies Tochter Tara plötzlich spurlos verschwunden ist, beteiligt sich der ganze Ort an der Suche. Arthur findet das Mädchen schließlich zufällig und muss feststellen, dass Tara im See ertrunken ist. Infolge haben Glenn und Annie einen kompletten Zusammenbruch. Sie gehen gemeinsam in den schneebedeckten Wald, wo sich Annie vor ihm hinkniet und von ihm im gegenseitigen Einverständnis erschossen wird.

## Kritik
Bei Rotten Tomatoes sind 67 % der Kritiken von insgesamt 113 positiv. Im Konsens heißt es, „mit feinem Schauspiel und bemerkenswerter emotionaler Tiefe“ decke Snow Angels die „Höhen, aber auch die Tiefen menschlicher Beziehungen ab“. (With fine acting and considerable emotional depth, Snow Angels aptly captures the highs, and especially the lows of human relationships.)
Das Kinomagazin Cinema bezeichnete den Film als „bedrückend präzise Milieustudie“. Im Lexikon des internationalen Films hieß es, der Film sei ein „hochkarätig besetztes, spannend inszeniertes Drama um Schuld und Lebensdefizite“, das „solide Unterhaltung mit Tiefgang“ biete.